# Pollino

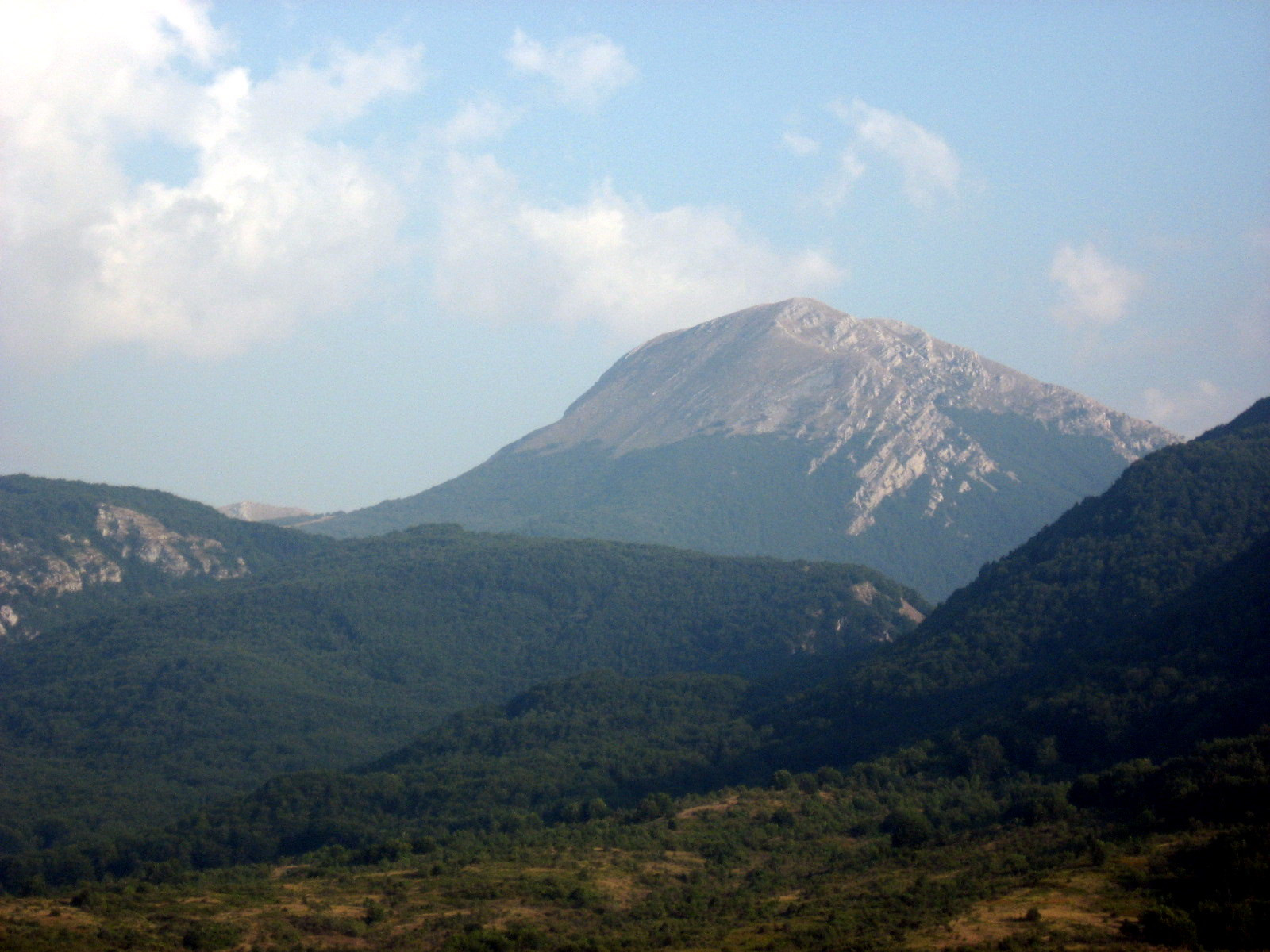
Bergstoppen Pollino.

Pollino är ett bergsmassiv i södra Apenninerna på gränsen mellan regionerna Kalabrien och Basilicata. Den utgör en vattendelare. Sedan 1992 är den en del av Pollino nationalpark.
Den högst belägna delen av bergsmassivet består av kalk och har erroderat fram grottor, framförallt på den kalabriska sidan. En sådan känd grotta är Romito, där man hittat paleolitiska grottmålningar. 
De högsta topparna är Pollino (2 248 meter) och Serra Dolcedorme (2 267 meter) som ligger vid foten av Sibari-slätten. I parken återfinns en exceptionell flora och fauna. Det finns kastanjeträd, björk och bosnisk tall (Pinus heldreichii), varg, berguv, rådjur och kungsörn.